# Squalomorphi
Squalomorphi – nadrząd ryb spodoustych w obrębie taksonu Selachii, obejmujący współcześnie żyjące rekiny, charakteryzujące się brakiem płetwy odbytowej u większości z nich (poza sześcioszparokształtnymi). W zapisie kopalnym są znane od dolnego permu.

## Klasyfikacja
Do Squalomorphi zaliczane są rzędy:
- Hexanchiformes – sześcioszparokształtne
- Echinorhiniformes
- Squaliformes – koleniokształtne
- Squatiniformes – raszplokształtne
- Pristiophoriformes – piłonosokształtne